# مکس مالوان
سر مکس ادگار مالوان (به انگلیسی: Sir Max Edgar Lucien Mallowan) (متولد ۶ می ۱۹۰۴–۱۹ اوت ۱۹۷۸) باستانشناس برجسته انگلیسی به خصوص در تاریخ باستان خاورمیانه بود. او همسر دوم آگاتا کریستی است.

## آثار
- مشارکت در نوشتن تاریخ ایران کمبریج[۴]